# یواس‌آرسی سمینول
یواس‌آرسی سمینول (به انگلیسی: USRC Seminole) یک کشتی بود که طول آن ۱۸۸ فوت (۵۷ متر) بود.